# Andes marginatus
Andes marginatus är en insektsart som beskrevs av Van Stalle 1983. Andes marginatus ingår i släktet Andes och familjen kilstritar. Inga underarter finns listade i Catalogue of Life.